# Karoline Hamm
Karoline Hamm (født 27. november 1999 i Odense) er en dansk skuespiller. 

## Filmografi

### Film
| År 2022 | Titel SMUK                                | Rolle      | Noter |
| ------- | ----------------------------------------- | ---------- | ----- |
| 2014    | Far til fire - Onkel Sofus vender tilbage | Mie        |       |
| 2015    | Far til fires vilde ferie                 | Mie        |       |
| 2020    | Madklubben                                | Unge Marie |       |
| 2022    | Smuk                                      | Selma      |       |
| 2025    | Smukkere                                  | Selma      |       |

### TV-serier
| År   | Titel             | Rolle | Noter        |
| ---- | ----------------- | ----- | ------------ |
| 2015 | Juleønsket        | Esme  | Julekalender |
| 2016 | Mit 50/50 liv     | Bella |              |
| 2019 | Natten til lørdag | Ida   |              |
| 2020 | Equinox           | Ida   |              |